# Barire
Barire (in somalo Bariirre), è una città della Somalia centrale situata nella regione del Basso Scebeli.